# Fiat 238
Fiat 238 fue una camioneta producida por la firma de producción de automotor italiana Fiat desde 1967 hasta 1983. Esta camioneta fue introducida en 1967 como el sucesor lógico para el Fiat 1100T.
El 238 tenía el chasis del Autobianchi Primula y una versión afinada del motor del Fiat 124. El 238 fue producido en varios estilos de carrocería orientados al transporte del personal. En 1974, Fiat presentó una nueva camioneta, la 242, con un mayor motor de gasolina y también una variante de motor diésel. Como las ventas del Fiat 238 no se debilitaron, Fiat decidió mantenerlo en su línea e hizo un nuevo motor más grande de 1.4 litros, también  disponible para el modelo 238. El 238 fue producido hasta 1983 y fue reemplazado por Ducato.
El 238  también fue brevemente construido por  Neckar-Fiat. en Alemania. Fue popular su uso en conversiones de casas móviles debido a que el embalaje de la rueda de transmisión frontal  proporcionaba un suelo plano y bajo, proporcionando una sala de estar muy espaciosa para un vehículo compacto y ligero. Ruggeri, Weinsberg, Westfalia y muchos otros proporcionaron conversiones.

## Motores
- 1197 cc gasolina 44 PS (32 kW; 43 hp).
- 1438 cc gasolina 46 PS (34 kW; 45 hp), 52 PS (38 kW; 51 hp)(solo ambulancias).